# Богатић (Промина)
Богатић је насељено мјесто у Дрнишкој Крајини, у сјеверној Далмацији. Припада општини Промина у Шибенско-книнској жупанији, Република Хрватска.

## Географија
Село се састоји од више удаљених засеока дуж лијеве стране ријеке Крке, у области Промина. Налази се око 12 км југозападно од Оклаја.

## Историја
Насеље се до територијалне реорганизације у Хрватској налазило у саставу некадашње велике општине Дрниш. Богатић се од распада Југославије до августа 1995. године налазио у Републици Српској Крајини.

## Становништво
Према попису из 1991. године, Богатић је имао 104 становника, 91 Хрвата и 13 Срба. Према попису становништва из 2001. године, Богатић је имао 48 становника. Према попису становништва из 2011. године, насеље Богатић је имало 24 становника.
| Националност       | 1991. | 1981. | 1971. | 1961. |
| Хрвати             | 91    | 141   | 345   |       |
| Срби               | 13    | 21    | 30    |       |
| Југословени        |       | 5     | 3     |       |
| остали и непознато |       | 4     | 1     |       |
| Укупно             | 104   | 171   | 379   | '     |

| Демографија | Демографија | Демографија |
| Година      | Становника  | Становника  |
| ----------- | ----------- | ----------- |
| 1961.       | 539         |             |
| 1971.       | 379         |             |
| 1981.       | 171         |             |
| 1991.       | 104         |             |
| 2001.       | 48          |             |
| 2011.       |             | 24          |

### Презимена
- Поповић — Православци
- Багић — Римокатолици
- Глуић — Римокатолици
- Мудринић — Римокатолици
- Џепина — Римокатолици
- Шкарица — Римокатолици